# Tennis al XIV Festival olimpico estivo della gioventù europea
Le competizioni di tennis al XIV Festival olimpico estivo della gioventù europea si sono svolte dal 24 al 29 luglio 2017 a Győr, in Ungheria

## Podi
| Evento              | Oro             | Argento              | Bronzo        |
| Singolare maschile  | Lorenzo Rottoli | David Ionel          | Dawid Taczala |
| Singolare femminile | Clara Tauson    | Avelina Sayfetdinova | Sinja Kraus   |
| Doppio maschile     | Italia          | Russia               | Polonia       |
| Doppio femminile    | Russia          | Slovenia             | Estonia       |